# Hospital de Jarrio
El hospital de Jarrio es un centro sanitario público que presta asistencia sanitaria en el noroeste de Asturias (España).
Está situado en la localidad de Jarrio, en el concejo de Coaña. Inaugurado en 1989, forma parte de la red hospitalaria de sanidad pública del Servicio de Salud del Principado de Asturias (SESPA), siendo el hospital de referencia del área sanitaria I del SESPA, que se divide a su vez en 5 Zonas Básicas de Salud y 6 Zonas Especiales de Salud.